# SCNN1D
Subunidade delta do canal de sódio sensível a amilorida é uma proteína que nos humanos é codificada pelo gene SCNN1D.